# Courchavon
Courchavon (toponimo francese) è un comune svizzero di 294 abitanti del Canton Giura, nel distretto di Porrentruy.

## Monumenti e luoghi d'interesse

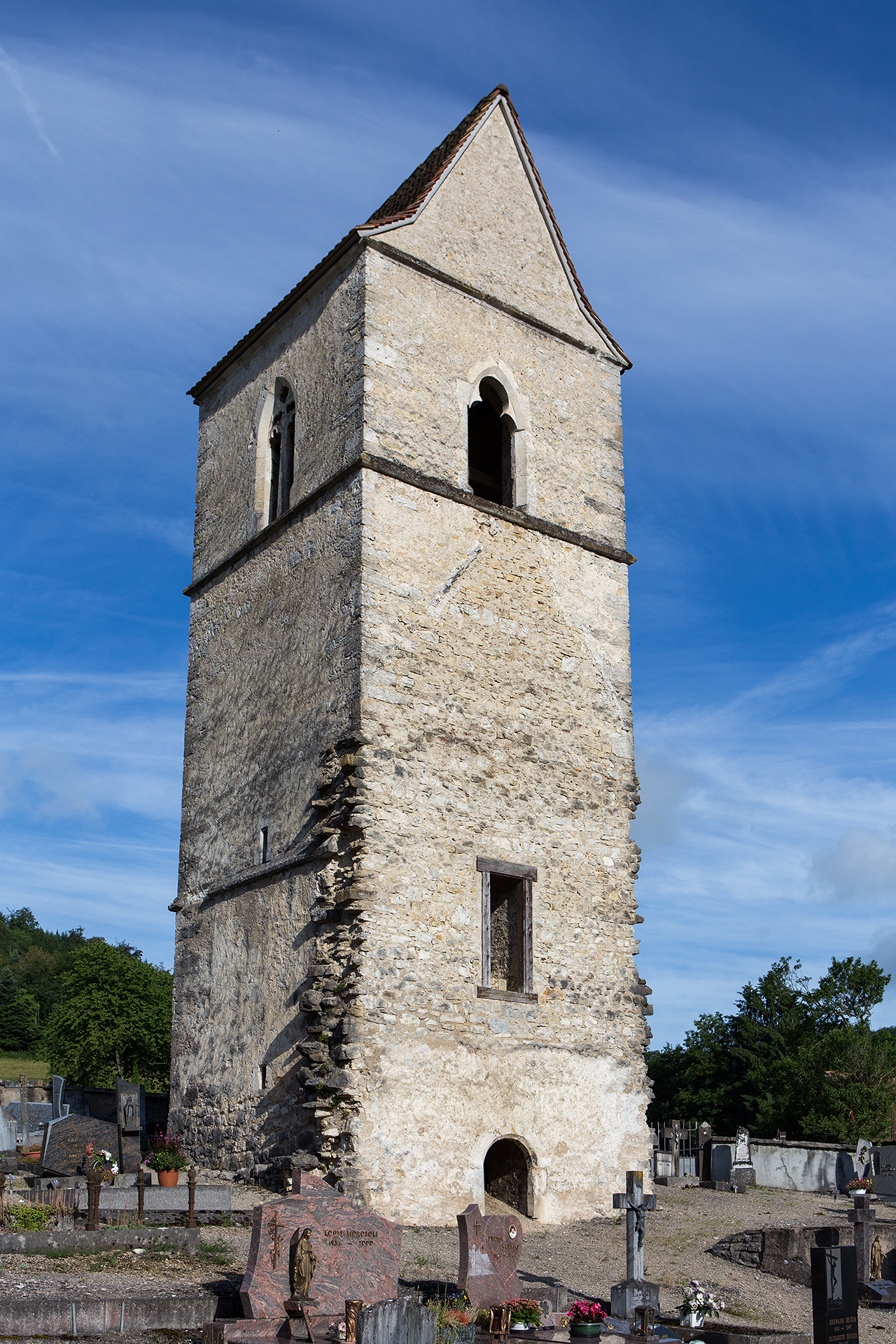
La torre

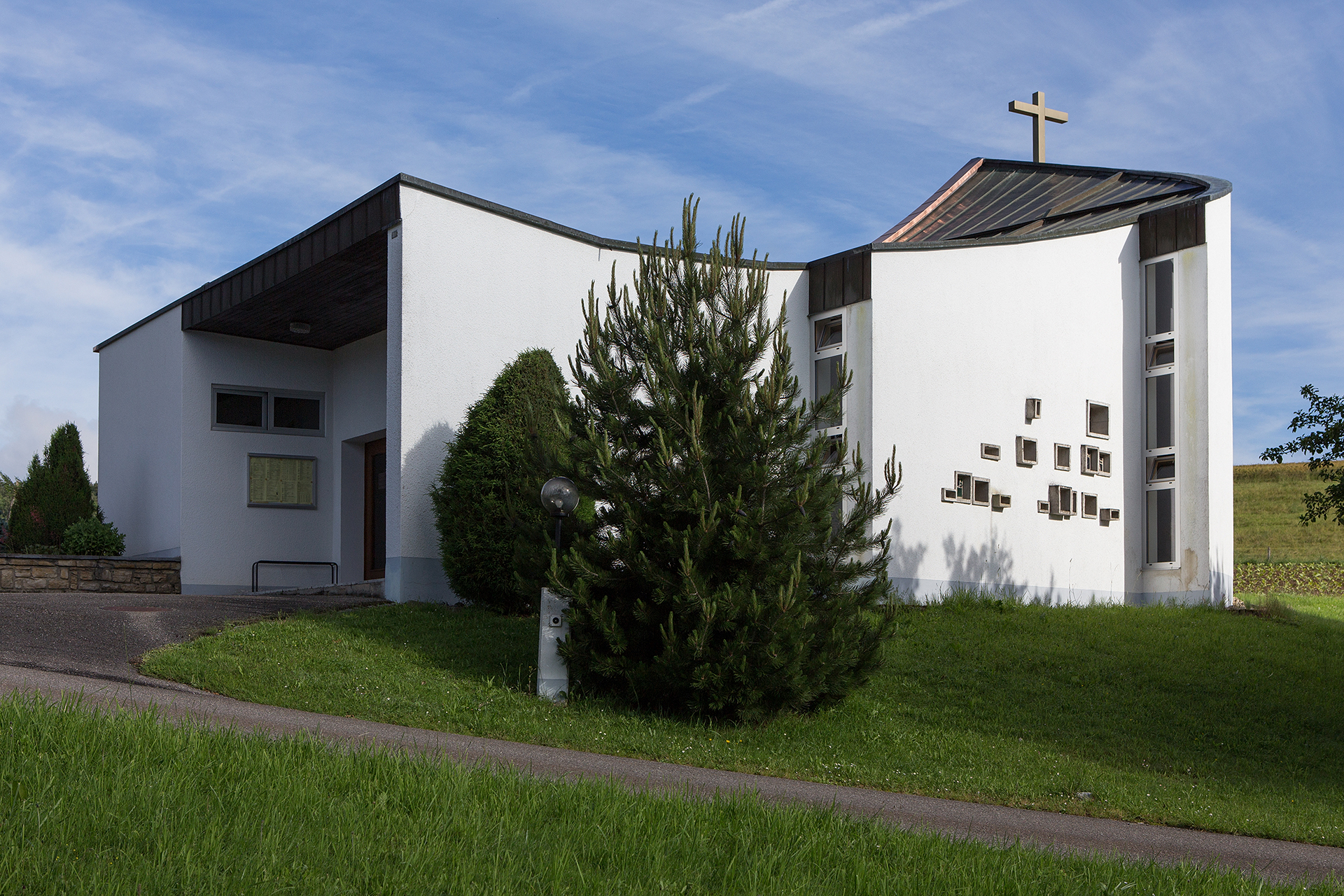
La cappella di Mormont

- Chiesa cattolica di Sant'Giovanni Evangelista, eretta nel 1844-1845[1];
- Torre, eretta nel 1628 (già campanile della chiesa parrocchiale demolita nel XIX secolo)[1];
- Cappella di Mormont, eretta nel 1975-1976[1].

## Società

### Evoluzione demografica
L'evoluzione demografica è riportata nella seguente tabella:
Abitanti censiti

## Infrastrutture e trasporti

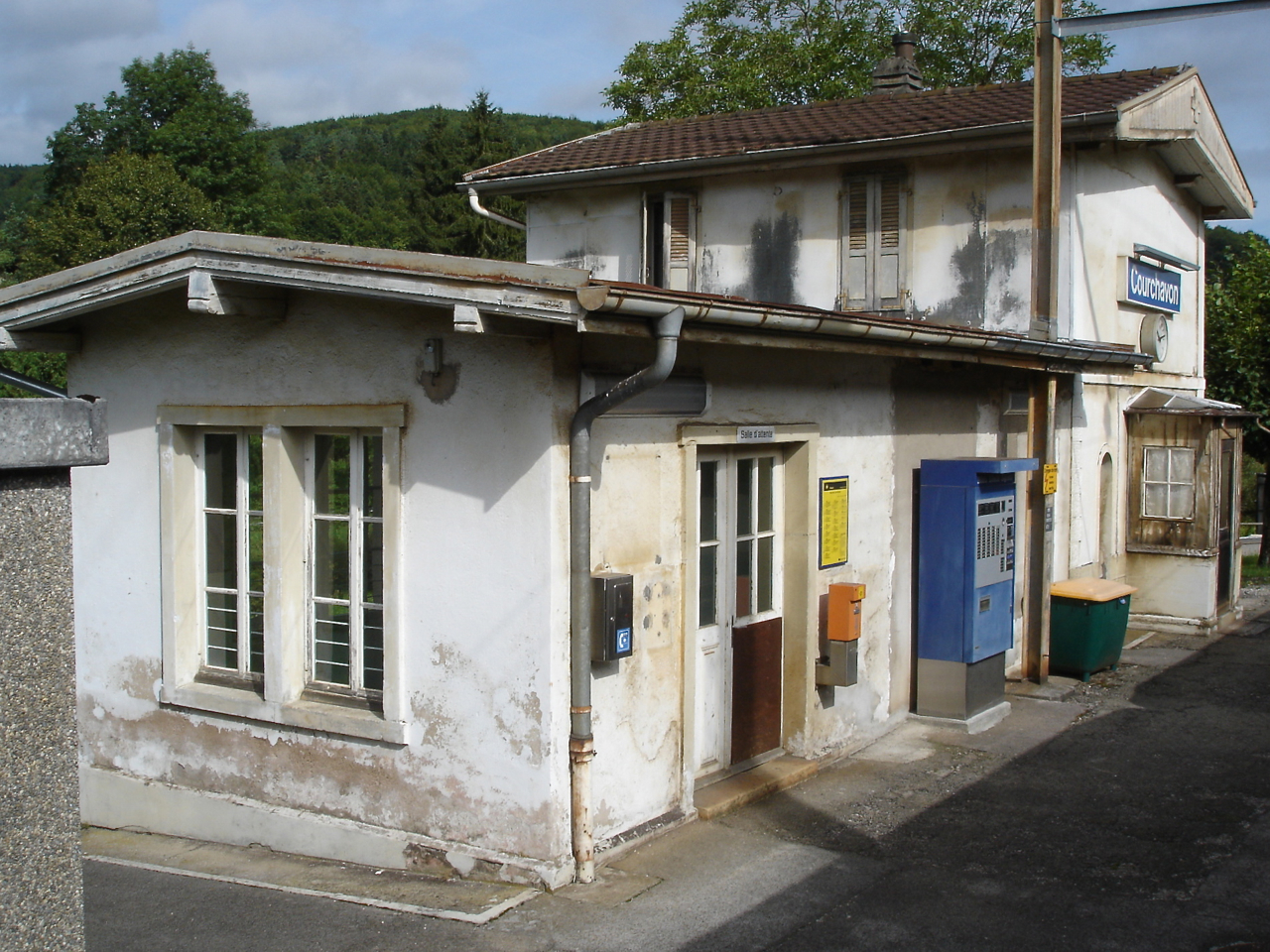
La stazione di Courchavon

Courchavon è servito dall'omonima stazione sulla ferrovia Delémont-Delle.

## Amministrazione
Dal 1836 comune politico e comune patriziale sono uniti nella forma del commune mixte.